# Duy Châu

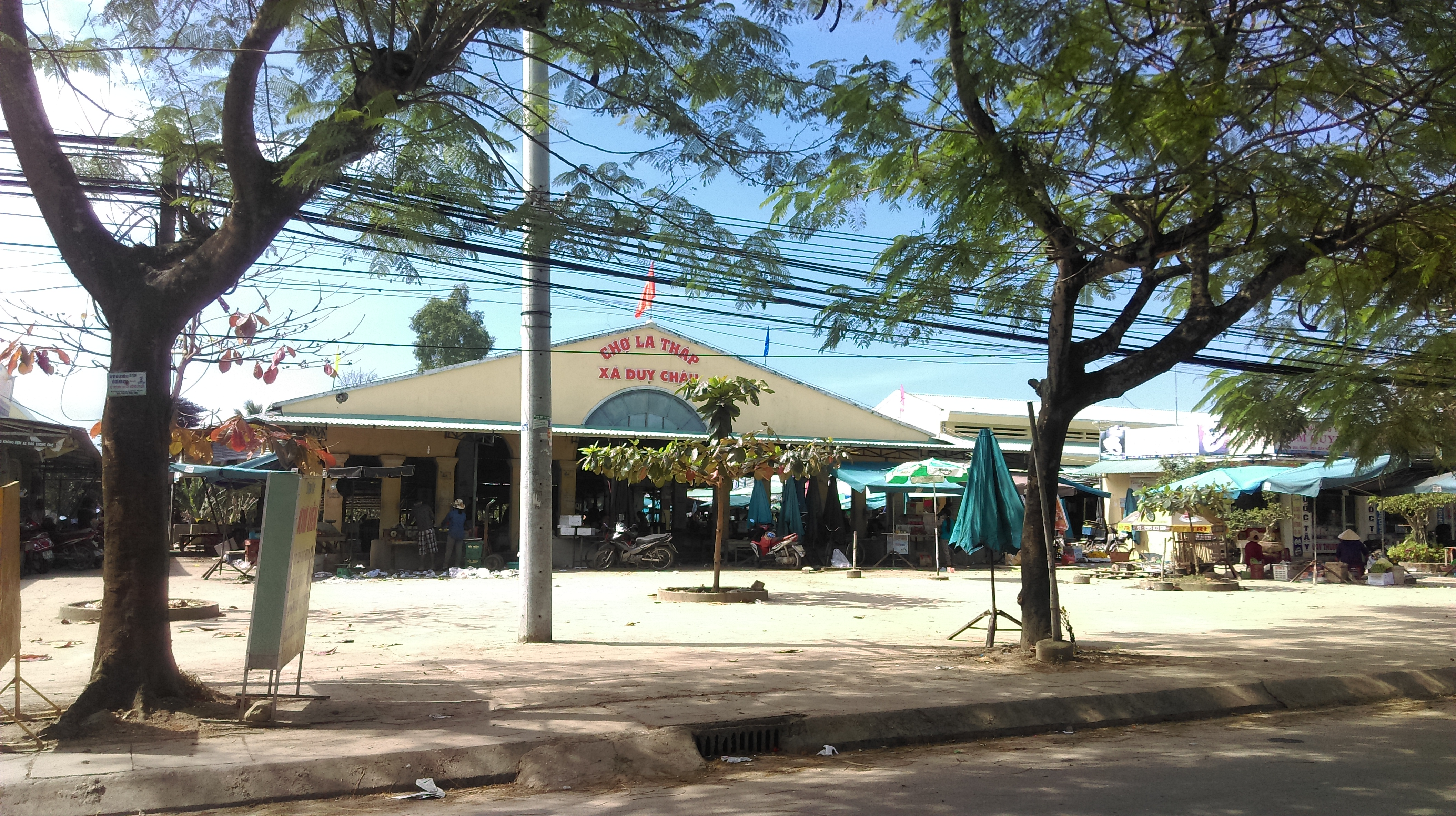
Chợ La Tháp

Duy Châu là một xã thuộc huyện Duy Xuyên, tỉnh Quảng Nam, Việt Nam.
Xã Duy Châu có diện tích 13,68 km², dân số năm 2019 là 6.973 người, mật độ dân số đạt 510 người/km².